# آبادان‌تپه
آبادان تپه ، روستایی است از توابع بخش مرکزی شهرستان گنبد کاووس در استان گلستان ایران.
آدرس صفحه ی اینستاگرام این روستا( برای آشنایی بیشتر با طبیعت آن):@abadantappeh

## جمعیت
این روستا در دهستان آق‌آباد قرار داشته و براساس سرشماری سال ۱۳۸۵جمعیت آن ۲٬۱۲۰نفر (۳۶۵خانوار) بوده است.